# Edith Székely

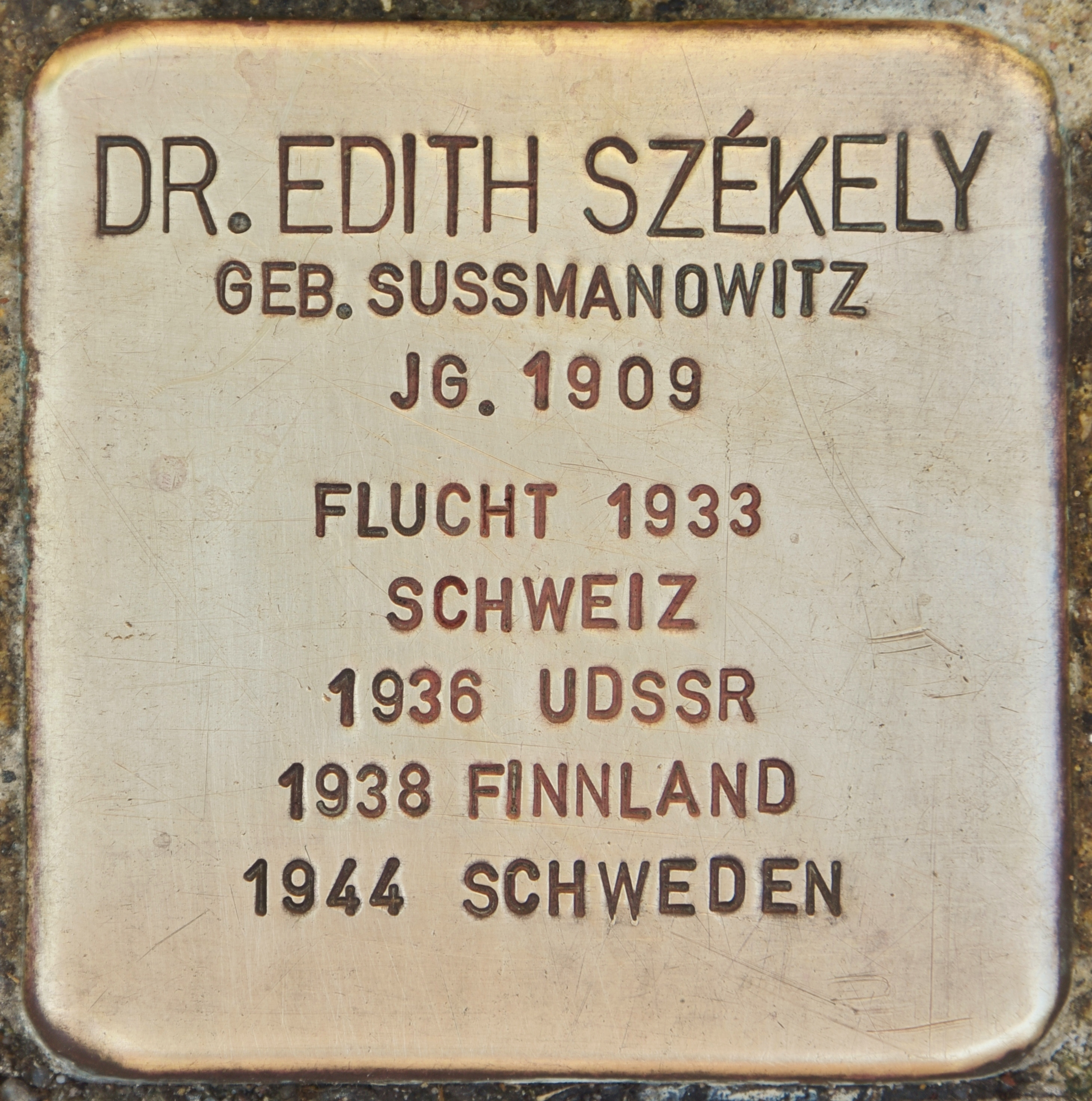
Stolperstein für Edith Székely in Heidelberg

Edith Sophie Székely, geb. Sussmanowitz (geb. 24. April 1909 in Zeiskam; gest. 21. September 2012 in Stockholm), war eine schwedische Psychoanalytikerin deutsch-jüdischer Herkunft. Als Studentin war sie Vorstandsmitglied der studentischen Gruppe Revolutionärer Sozialisten in Heidelberg. Als Jüdin und Sozialistin war sie doppelt der Verfolgung durch die Nationalsozialisten ausgesetzt und von 1934 bis 1944 daher ständig auf der Flucht. Schließlich fand sie in Schweden eine neue und sichere Heimat. Dort war sie ab 1950 als Psychoanalytikerin tätig und wurde zu einem Ehrenmitglied der Deutschen Psychoanalytischen Vereinigung. 1957 legte sie ihr Examen in schwedischer Gerichtsmedizin ab und gründete eine ärztliche Praxis.

## Leben

### Kindheit und Jugend
Als zweites Kind des als „Arbeiterarzt“ bezeichneten Isaak Sussmanowitz kam Edith Sophie Székely, geb. Sussmanowitz, 1909 in der Pfalz zur Welt. Zusammen mit ihrem ein Jahr älteren Bruder Ernst wuchs Edith wohlbehütet im Haus Ecke Wormser Straße/Große Greifengasse in Speyer auf. Durch die Arztpraxis des Vaters hatte die Familie rasch viele Bekannte und lebte sich schnell ein. Den Antisemitismus bekam Edith bereits als junges Mädchen zu spüren, lange vor Hitler. In der Nähe ihres Elternhauses lebten zwei Jungen, die Edith und ihrem Bruder „Dreckischer Jud“ oder „Jud, Jud, sch… in die Tut‘, mach‘ se net so voll, sunscht kriggscht e Protokoll!“ hinterherriefen. Sie spürte früh, dass Judenkinder nie richtig dazugehören würden.
In Speyer ging Edith Székely in die jüdische Klasse der Roßmarktschule. Ab 1917 besuchte sie sechs Jahre lang als eines der ersten drei Mädchen die Realschule am Siebertplatz in Speyer. Ab 1925 ging sie bis zum Abitur als Fachschülerin auf die Oberschule an der Bismarckstraße in Ludwigshafen.

### Studium
Nach dem Abitur begann Edith 1928 ein Medizinstudium in Heidelberg mit dem Ziel, später Kinderärztin zu werden. Auch ihr Bruder Ernst studierte dort Medizin. 1929 erlitt ihr Vater einen Herzinfarkt und gab seine Praxis in Speyer auf. Er ging mit seiner Frau Laura nach Heidelberg, wo die Eltern gemeinsam mit ihren Kindern in eine Wohnung in der Heidelberger Weststadt, Zähringer Straße 8, zogen (bezeugt bis 1930).
Wie ihr Bruder Ernst sympathisierte Edith mit dem Sozialismus. Ab 1930 war sie Vorstandsmitglied der studentischen Gruppe Revolutionärer Sozialisten. Durch ihre Gedankenarbeit wollte die rote Studentengruppe Hitler verhindern. Aufgrund einer neuen Verordnung für jüdische Studierende an der Universität Heidelberg war es Edith nicht möglich, ihr Examen in Heidelberg abzulegen. In ihrer Immatrikulationsakte wurde ihre Abmeldung am 10. Mai 1933 verzeichnet. In ihrer Akte außerdem zu lesen sind die Anmerkungen „Säuberung der Hochschulen“ und „KOMMUNIST“. Als Jüdin und Sozialistin war Edith in der eigenen Heimat chancenlos. Sie versuchte sich an der Universität in Köln, wo auch ihre Kindheitsfreundin Lilo Weil studierte, zu immatrikulieren. Die Universität nahm jedoch keine weiteren Juden auf. Sie beschloss in die Schweiz zu gehen, wechselte an die Universität Basel und promovierte dort am 9. Januar 1934.

### Flucht
1932 hatte Edith ihren späteren Mann, Lajos Székely, bei einem Konzert kennengelernt. Lajos Székely war in Budapest geboren worden und 1930 nach seiner Promotion wegen des dort herrschenden Antisemitismus nach Frankfurt am Main gezogen. 1931 hatte er an der Psychiatrisch-Neurologischen Klinik in Heidelberg eine Stelle erhalten.
Lajos Székely konnte und wollte nicht in Deutschland bleiben. Er ging nach Amsterdam, wo er eine Assistentenstelle an der calvinistischen Freien Universität annahm. Auch Ediths Bruder Ernst Sussmanowitz verließ Deutschland. Nachdem er 1933 in Mannheim von einer Gruppe früherer Kommilitonen bedroht worden war, beschloss auch er, gemeinsam mit seiner Frau Irene in die Niederlande zu gehen. Edith kam wenig später nach Amsterdam. Sie fühlte sich dort nicht willkommen und empfand es als demütigend, um Hilfe betteln zu müssen. 1935 heirateten Edith und Lajos. Von 1934 bis 1936 arbeitete Edith ohne Honorar an einem Universitätsinstitut in Amsterdam.
In Holland erfuhren das Ehepaar Székely und Ernst Sussmanowitz, dass die amerikanische Hilfsorganisation Joint Distribution Committee plane, einige jüdische Ärzte in die Sowjetunion zu schicken, um den akuten Ärztemangel dort zu beheben. Sussmanowitz meldete sich und arbeitete ab 1936 in einem Krankenhaus bei Simferopol auf der Krim. Das Ehepaar Székely folgte 1937 in die UdSSR. Diese Entscheidung rettete die Familie – ab 1940 gab es für Juden keine Möglichkeit mehr, aus Holland zu fliehen. In der Sowjetunion wurden sie freundlich aufgenommen. Lajos Székely übernahm die Leitung des psychologischen Laboratoriums am Bechterew’schen Institut in Leningrad und Edith arbeitete in einem Institut für Bluttransfusion. 1937 bekam Edith ihre erste Tochter Miriam. Im September 1937 wurde ihr Bruder Ernst Sussmanowitz Opfer der Stalinschen Säuberungen und verschwand wie vom Erdboden, nie wieder kam ein Lebenszeichen von ihm. Ernsts Frau Irene hielt die Verhaftung ihres Mannes für einen Irrtum und wartete ihr Leben lang auf seine Rückkehr. Lange später erfuhr man, dass Ernst Max Sussmanowitz am 1. November 1938 im Alter von 30 Jahren in Simferopol erschossen worden war.
Nach der Verhaftung ihres Bruders wollte Edith Székely die Sowjetunion so schnell wie möglich verlassen. Da Lajos einen ungarischen Pass besaß, hatte die Familie die Möglichkeit, nach Polen, Finnland oder Ungarn auszureisen. Mit viel Glück gelang es ihnen, nach Helsinki zu flüchten, wo sie eine auf drei Monate befristete Aufenthaltserlaubnis bekamen. Vom Joint Distribution Committee erhielt die Familie geringe finanzielle Unterstützung. In Finnland erhielten jüdische Ärzte keine Arbeitserlaubnis; Lajos arbeitete kurze Zeit auf einem jüdischen Friedhof und in einer Druckerei. Ab 1942 durften Edith und Lajos nicht mehr in der Hauptstadt wohnen, man wies ihnen Quartiere in einem dünn besiedelten Gebiet ca. 100 km von Helsinki entfernt zu. Wenig später wurde Lajos in das „Arbeitslager Nordfinnland“ geschickt.
In Finnland erfuhr Edith, dass ihre Eltern im Oktober 1940 in ein Lager in Gurs abtransportiert worden waren. Isaak Sussmanowitz starb dort am 20. November 1940, dem Tag seines 70. Geburtstages, auf dem blanken Boden liegend.
1944 fasste das Ehepaar Székely in seiner prekären Lage den Entschluss, nach Nordwest-Finnland überzusiedeln; um von dort aus illegal über das Eis nach Schweden zu gelangen.  Sie beschafften sich ein Radio und hörten, dass die Amerikaner in Schweden einen Flüchtlingskommissar eingesetzt hatten, der die verfolgten Juden sammeln und in Sicherheit bringen sollte. Familie Székely schrieb an ihn und erhielt binnen drei Tagen eine Antwort sowie ein Visum für Schweden.

### Stockholm
In Stockholm wurde die Familie von einer Vertreterin der jüdischen Gemeinde abgeholt. Innerhalb kurzer Zeit bekamen sie Hilfe von einem ungarischen Arzt, der ihnen Arbeit beschaffte. Edith wurde im staatlichen Bakteriologischen Institut angestellt. Ediths Mutter Laura überlebte nach Gurs die beiden südfranzösischen Lager Noé und Montauban. 1944 wurde Montauban befreit, das dortige Hospiz versorgte sie einige Monate, am 26. September 1945 konnte sie zu ihrer Tochter nach Schweden fliegen. – Über ihre Lagererfahrung und Heidelberg hat Laura Sussmanowitz mit ihren beiden Enkeln nie gesprochen. – Edith bekam im April 1946 ihre zweite Tochter, Vera. Sie lebten zu fünft in einer Zweizimmerwohnung.
Die Gemeinde Nacka am Oststrand Stockholms wurde zur neuen Heimat der Székelys. 1951 kamen sie mit Hilfe eines Freundes zu einem Haus. Lajos Székely hatte eine große Praxis, sprach auf vielen Kongressen und schrieb bis ins hohe Alter über psychoanalytische Themen. Er war erfolgreich und hoch angesehen.  Edith Székely war ab 1950 als Psychoanalytikerin tätig. Zwei Sommer hielt sie sich in England auf, wo sie Seminare von Anna Freud besuchte. 1957 legte sie das Examen in schwedischer Gerichtsmedizin ab und gründete eine ärztliche Praxis. Lajos Székely starb 1995 im Alter von 90 Jahren. Edith Székely arbeitete mit 89 Jahren noch (reduziert) als Psychoanalytikerin. Ab ihrem 100. Geburtstag lebte sie in einem jüdischen Heim in Stockholm und starb am 21. September 2012 im Kreis ihrer Familie.
In einem Interview im Rahmen einer psychologischen Studie an der Universität Göteborg, deren Resultate 2019 veröffentlicht wurden, sagten Lajos und Edith Székely, die Jahre als Flüchtlinge hätten sie für den Rest ihres Lebens geprägt und die Verfolgung sei unvergesslich. Edith Székely fragte sich: „Was haben wir als Juden getan, um es zu verdienen, verfolgt zu werden, wo immer wir sind.“ Im Vergleich zu dem, was sie erlebt hatten, empfanden sie ihr Zuhause in Nacka als „Paradies auf Erden“. Doch auch in Schweden sahen sie sich manchmal mit Feindseligkeiten gegenüber Juden konfrontiert.

## Ehrungen
Edith und Lajos Székely waren Mitglieder der Schwedischen Psychoanalytischen Vereinigung (Svenska Psykoanalytiska Föreningen) und wurden Ehrenmitglieder der Deutschen Psychoanalytischen Vereinigung.
Am 20. November 2014 wurden in der Goethestraße 12 in der Heidelberger Weststadt fünf Stolpersteine verlegt: für Ernst Max Sussmanowitz, Isaak Sussmanowitz, Laura Sussmanowitz, Edith Székely und Lajos Székely. In der Goethestraße 12 lebten Isaak und Laura Sussmanowitz von 1935 bis 1938.